# Route nationale 720
La route nationale 720 ou RN 720 était une route nationale française reliant Sancerre à Sancoins. À la suite de la réforme de 1972, elle a été déclassée en RD 920.

## Ancien tracé de Sancerre à Sancoins (D 920)
- Sancerre
- Ménétréol-sous-Sancerre
- Saint-Bouize
- Herry
- Saint-Martin-des-Champs
- Jussy-le-Chaudrier
- Précy
- Jouet-sur-l'Aubois
- Cours-les-Barres
- Le Chautay
- La Guerche-sur-l'Aubois
- La Chapelle-Hugon
- Grossouvre
- Sancoins